# Грималь, Пьер
Пьер Антуа́н Грима́ль (фр. Pierre Antoine Grimal; 21 ноября 1912, Париж — 2 ноября 1996, там же) — французский историк, специалист по истории Древнего Рима.

## Биография
Учился в лицее Людовика Великого. После окончания Высшей нормальной школы в 1935 году проходил стажировку во Французской школе в Риме до 1937 года. Впоследствии преподавал латинский язык в лицее Ренна, затем — античную историю в университетах Кана (1941-1945), Бордо (1945-1952) и в Сорбонне (после реорганизации системы высшего образования Франции — в университете Париж IV; 1952-1982). Тема докторской диссертации (1944) — «Сады Рима» (фр. Les Jardins romains). Член Академии надписей и изящной словесности с 1977 года (по другим данным, с 1975 года), с 1985 года — её президент. Офицер Ордена Почётного легиона. Трое детей Грималя стали историками, один из них — Николя Грималь, крупный египтолог.
Самые известные научные работы Грималя посвящены древнеримской культуре — словарь греческой и римской мифологии (выдержал пять переизданий), монография «Век Сципионов: Рим и эллинизм в эпоху Пунических войн» (фр. Le siècle des Scipions: Rome et l’hellénisme au temps des guerres puniques), обобщающая работа «Цивилизация Древнего Рима» (фр. La civilisation romaine). Много внимания французский историк уделял написанию биографий крупнейших деятелей римской литературы — Цицерона, Тацита, Сенеки Младшего и других авторов. Грималь опубликовал много переводов латинских классиков — Фронтина, Петрония, Апулея, Сенеку Младшего, Плавта, Теренция, Тацита, Цицерона и других авторов — на французский язык. Занимался также переводами с древнегреческого (Лукиан и другие авторы). Перу Грималя принадлежит ряд научно-популярных работ, призванных популяризовать античную эпоху, а также несколько художественных произведений, действие которых происходит в Древнем Риме. В советской историографии работы Грималя критиковались за недостаточное внимание к социально-экономическим факторам исторического развития, за модернизацию античности и за противостояние «прогрессивным» историкам околомарксистского направления, ориентировавшимся прежде всего на социальную и экономическую историю.
По состоянию на 2014 год четыре работы Грималя были переведены на русский язык: биографии Цицерона и Сенеки Младшего вышли в серии «Жизнь замечательных людей» (1991 и 2003 годы соответственно), «Цивилизация Древнего Рима» опубликована в 2008 году, сборник его работ «Искусство и миф» за авторством Поля Фора в 2017.

## Сочинения
- Dictionnaire de la mythologie grecque et romaine. — Paris: PUF, 1951 (переиздавалась).
- Grammaire latine (en collaboration avec Adrien Cart, Jacques Lamaison et Roger Noiville). — Paris: Nathan, 1955 (переиздавалась).
- Romans grecs et latins. — Paris: Bibliothèque de la Pléiade, 1958.
- Le siècle des Scipions: Rome et l’hellénisme au temps des guerres puniques. — Paris: Aubier, 1975 (переиздавалась).
- La littérature latine. — (Série: Que sais-je?) — Paris: PUF, 1965.
- La mythologie grecque. — (Série: Que sais-je?) — Paris: PUF, 1978 (переиздавалась).
- L’art des jardins. — (Série: Que sais-je?) — Paris: PUF, 1974 (переиздавалась).
- Les villes romaines. — (Série: Que sais-je?) — Paris: PUF, 1954 (переиздавалась).
- La vie de la Rome antique. — (Série: Que sais-je?) — Paris: PUF, 1994.
- Le siècle d’Auguste. — (Série: Que sais-je?) — Paris: PUF, 1965.
- Petite histoire de la mythologie et des dieux. — Paris: Fernand Nathan, 1954.
- Dans les pas des césars. — Paris: Hachette, 1955.
- Horace, Éditions du Seuil. — Paris: 1955.
- La civilisation romaine, préface de Raymond Bloch. — Paris: Arthaud, 1960 (переиздавалась; переводилась на русский язык; см. ниже).
- Italie retrouvée. — Paris: PUF, 1979.
- Nous partons pour Rome. — Paris: PUF, 1977 (переиздавалась).
- L’amour à Rome. — Paris: Belles Lettres, 1979.
- Mythologies. — Paris: Larousse, 1964.
- Histoire mondiale de la femme. — Paris: Nouvelle Librairie de France, 1965.
- Étude de chronologie cicéronienne. — Paris: Belles Lettres, 1977.
- Essai sur l’"Art poétique" d’Horace. — Paris: Paris SEDES, 1968.
- Le guide de l’étudiant latiniste. — Paris: PUF, 1971.
- Les mémoires de T. Pomponius Atticus. — Paris: Belles Lettres, 1976.
- La «Guerre civile» de Pétrone, dans ses rapports avec la «Pharsale». — Paris: Belles Lettres, 1977.
- Le lyrisme à Rome. — Paris: PUF, 1978.
- Sénèque ou La conscience de l’Empire. — Paris: Belles Lettres, 1978.
- Le théâtre antique. — (Série: Que sais-je?) — Paris: PUF, 1978.
- Le Quercy de Pierre Grimal. — Paris: Arthaud, 1978.
- Sénèque. — (Série: Que sais-je?) — Paris: PUF, 1981 (переводилась на русский язык; см. ниже).
- Jérôme Carcopino, un historien au service de l’humanisme (en collaboration avec C. Carcopino et P. Oubliac). — Paris: Belles Lettres, 1981.
- Rome: les siècles et les jours. — Paris: Arthaud, 1982.
- Virgile ou La seconde naissance de Rome. — Paris: Arthaud, 1985.
- Rome, la littérature et l’histoire. — École française de Rome, 1986.
- Cicéron. — Paris: Fayard, 1986 (переводилась на русский язык; см. ниже).
- Les erreurs de la liberté. — Paris: Belles Lettres, 1989.
- Le merveilleux voyage d’Ulysse. — Paris: Le Rocher, 1989.
- Tacite. — Paris: Fayard, 1990.
- Les Mémoires d’Agrippine. — Paris: éditions de Fallois, 1992.
- Pompéi: demeures secrètes. — Paris: Imprimerie nationale, 1992.
- L’Empire romain. — Paris: éditions de Fallois, 1993.
- Savoir se penser. — Paris: Eshel, 1994.
- Marc-Aurèle. — Paris: Fayard, 1994.
- La littérature latine. — Paris: Fayard, 1994.
- Le procès de Néron. — Paris: éditions de Fallois, 1995.
- L'âme romaine. — Paris: Perrin, 1997.
- Églises de Rome. — Paris: Imprimerie nationale, 1997.
- Le dieu Janus et les origines de Rome. — Paris: Berg International[фр.], 1999.
- Histoire de Rome. — Paris: Mille et une nuits, 2003.
- Voyage à Rome. — Paris: Laffont, (Bouquins), 2004.
- Rome et l’amour. — Paris: Robert Laffont, 2007.

## Переводы на русский язык
- Грималь П. Цицерон. — М.: Молодая гвардия, 1991. — 542 с. — (Жизнь замечательных людей).
- Грималь П. Цивилизация Древнего Рима. — Екатеринбург, М.: У-Фактория, АСТ, 2008. — 510 с.
- Грималь П. Сенека, или Совесть Империи. — М.: Молодая гвардия, 2013. — 349 с. — (Жизнь замечательных людей).
- Грималь П. Искусство и миф. Сборник = Pierre Grimal. La mythologie grecque. — М.: Весь Мир, 2017. — 344 с. — ISBN 978-5-7777-0522-8.